# Odynerus guichardi
Odynerus guichardi är en stekelart som beskrevs av Giordani Soika 1977. Odynerus guichardi ingår i släktet lergetingar, och familjen Eumenidae. Inga underarter finns listade i Catalogue of Life.